# ديفيد الثاني ملك إسكتلندا
 ديفيد الثاني  (5 مارس 1324 - 22 فبراير 1371) ملك إسكتلندا من 7 يونيو 1329 وحتى وفاته.
كان ديفيد الابن الوحيد للملك روبرت الأول ملك إسكتلندا. ووفقًا لمعاهدة نورثهامبتون، تزوج ديفيد في 17 يوليو 1328 من جوان ابنة إدوارد الثاني وإيزابيلا من فرنسا. أصبح ديفيد ملك إسكتلندا عند وفاة والده في 7 يونيو 1329.
بعد هزيمة قواته أمام الإنجليز في معركة هاليدون هيل في يوليو 1333، فر ديفيد وزوجته إلى فرنسا، ولم يعد إلا في 2 يونيو 1341 بعد أن اشتدت شوكة أنصاره. وفي عام 1346، غزا ديفيد إنجلترا لصالح فرنسا، لكنه هُزم وأسر في معركة صليب نيفيل، واقتيد إلى برج لندن. ظل ديفيد أسيرًا في إنجلترا لمدة أحد عشر عامًا، لم يتم الإفراج عنه حتى تم الإتفاق على دفع جزية سنوية لصالح إنجلترا.
توفي ديفيد الثاني فجأة في 22 فبراير 1371، وخلفه ابن أخيه روبرت الثاني.